# Slovaška filharmonija

Slovaška filharmonija ali Slovaška državna filharmonija (slovaško: Slovenská filharmónia) je slovaški simfonični orkester s sedežem v Bratislavi. Orkester, ustanovljen leta 1949, od petdesetih let 20. stoletja domuje v stavbi z baročno koncertno dvorano Reduta Bratislava, zgrajeni leta 1773.
Trenutno je glavni dirigent orkestra Daniel Raiskin, in sicer od začetka sezone 2020–2021.

## Glavni dirigenti
- Václav Talich (1949–1952)
- Ľudovít Rajter (1949–1952)
- Tibor Frešo (1952–1953)
- Ľudovít Rajter (1953–1976)
- Ladislav Slovák (1961–1981)
- Libor Pešek (1981–1982)
- Vladimir Verbitsky (1982–1984)
- Bystrík Režucha (1984–1989)
- Aldo Ceccato (1990–1991)
- Ondrej Lenárd (1991–2001)
- Jiří Bělohlávek (2003–2004)
- Vladimír Válek (2004–2007)
- Peter Feranec (2007–2009)
- Emmanuel Villaume (2009–2016)
- James Judd (2017–2020)
- Daniel Raiskin (od leta 2020)